# Egito nos Jogos Olímpicos de Verão de 1928
O Egito participou dos Jogos Olímpicos de Verão de 1928 na cidade de Amsterdam, nos Países Baixos.

## Medalhista

### Ouro
- Ibrahim Moustafa - Luta greco-romana - 75 a 82,5 kg
- El Sayed Nosseir - Halterofilismo Pesado-ligeiro (até 82,5 kg)

### Prata
- Farid Simaika — Saltos ornamentais - Plataforma de 10 m masculino

### Bronze
- Farid Simaika — Saltos ornamentais - Trampolim de 3 m masculino